# Toys "R" Us
Toys "R" Us (in het logo geschreven als Toys "Я" Us) is een speelgoedwinkelketen afkomstig uit de Verenigde Staten. De keten heeft ook vestigingen in Europa, Azië, Oceanië, Afrika, en Canada.

## Activiteiten
Het bedrijf had per eind januari 2017 in totaal 1948 winkels in 38 landen, sommige onder franchise-constructie of licentie-constructie. De helft van het aantal winkels staat in de Verenigde Staten. Het vlaggenschip van Toys "R" Us aan Times Square in New York is de grootste speelgoedwinkel ter wereld, met binnen in de winkel een reuzenrad, waar bezoekers tegen betaling in kunnen stappen. Toys "R" Us is de grootste speelgoed-detailhandel in het land.

### Resultaten
In de tabel staan de belangrijkste financiële gegevens van het bedrijf over de laatste vijf boekjaren. Het boekjaar loopt van eind januari tot en met eind januari. Het jaar 2016 in de tabel heeft betrekking op de 12-maandsperiode tot eind januari 2017.
| Jaar | Omzet  | Nettoresultaat | Winkels |
| ---- | ------ | -------------- | ------- |
| 2012 | 13.543 | 29             | 1703    |
| 2013 | 12.543 | -1036          | 1762    |
| 2014 | 12.361 | -288           | 1814    |
| 2015 | 11.802 | -124           | 1874    |
| 2016 | 11.540 | -29            | 1948    |

## Geschiedenis
In 1948 opende Charles Lazarus zijn eerste winkel. De naam Toys "R" Us werd door hem in 1957 geïntroduceerd. In 1994 trok Lazarus zich terug uit het bedrijf, Toys "R" Us telde toen 1000 vestigingen in 17 landen. In 1996 kreeg het bedrijf een beursnotering. Dit duurde tot medio 2005, het werd door een aantal private-equitybedrijven van de beurs gehaald. In september 2017 verzocht het bedrijf uitstel van betaling.

### Nederland (1993-2009)
Toys "R" Us was de grootste speelgoedwinkel van Nederland. Op 2 maart 2009 werd bekendgemaakt dat Toys "R" US in Nederland zou stoppen. Alle 18 vestigingen zouden worden omgebouwd tot Toys XL.